# حصارقره باغی
حصارقره باغی، روستایی از توابع بخش مرکزی شهرستان بهار در استان همدان ایران است.

## جمعیت و تاریخچه
این روستا در دهستان سیمینه رود قرار دارد و براساس سرشماری مرکز آمار ایران در سال ۱۳۹۵، جمعیت آن ۹۱۰ نفر (۲۸۰خانوار) بوده‌است.
در دوران هخامنشیان و مادها مسیری که از اکباتان به شوش امتداد می‌یافت در اقصا نقطه غربی کشور ماد باید از گلوگاه سوق‌الجیشی و مهم این روستا گذر می‌کرد.